# Jablůnka
Jablůnka – gmina w Czechach, w powiecie Vsetín, w kraju zlińskim. Według danych z dnia 1 stycznia 2012 liczyła 2017 mieszkańców.